# Gentiana pumilio
Gentiana pumilio är en gentianaväxtart som beskrevs av Standley och Steyerm.. Gentiana pumilio ingår i släktet gentianor, och familjen gentianaväxter. Inga underarter finns listade i Catalogue of Life.